# Architettura Clipper
Clipper è un'architettura di microprocessori a 32 bit con un set di istruzioni di tipo RISC sviluppata da Fairchild Semiconductor. Questa architettura non ha mai avuto molto successo e gli unici computer basati su questa architettura sono stati prodotti da Intergraph e da Higt Level Hardware. I primi processori Clipper sono stati sviluppati e prodotti da Fairchild ma, nel 1987 la divisione responsabile del progetto è stata venduta a Intergraph che ha continuato lo sviluppo dei processori per i suoi sistemi.
L'architettura Clipper utilizza un set semplificato di istruzioni rispetto ai processori CISC dell'epoca ma possedeva alcune istruzioni molto complesse rispetto alle architetture RISC dell'epoca. Le istruzioni complesse erano implementate tramite l'utilizzo di istruzioni elementari del processore. In sostanza le istruzioni complesse venivano tradotte tramite una ROM interna in una serie di istruzioni elementari che il processore eseguiva in modo nativo. Questo consentiva al clipper di avere una densità di codice molto più elevata degli altri processori RISC.

## Versioni

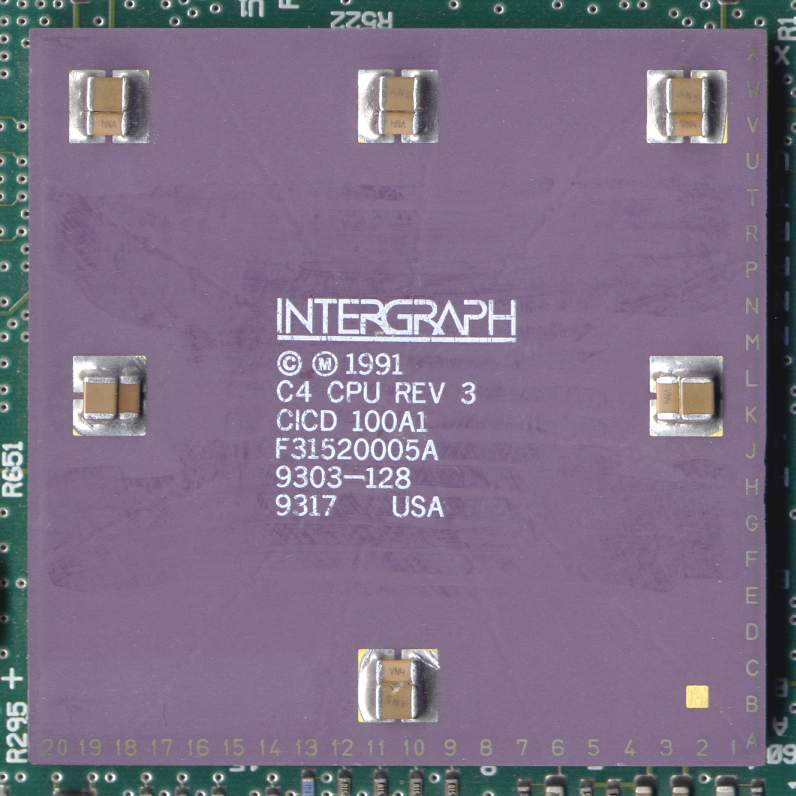
Intergraph Clipper C4 (C400) CPU

Il primo processore Clipper prodotto da Fairchild su il C100 presentato nel 1986. Il modello successivo fu il veloce C300 prodotto da Intergraph nel 1988. L'ultimo modello fu il C400 presentato nel 1990, il processore aveva subito un ridisegno per renderlo molto veloce e per aggiungervi i registri in virgola mobile.
Intergraph aveva iniziato lo sviluppo del successivo processore Clipper indicato con il codice C5 ma il progetto non fu mai terminato e quindi distribuito. Comunque Intergraph aveva sviluppato alcune nuove tecnologie che aveva brevettato. Questi brevetti e alcuni dei brevetti dei primi Clipper furono utilizzati da Intergraph per iniziare un'azione legale contro Intel e altri costruttori di processori per violazione degli stessi.
A differenza di altri processori i processori Clipper non risiedevano in un unico integrato ma erano formati da più integrati collegati da un bus veloce. Il C100 e il C300 erano formati da tre integrati. Il primo integrato conteneva l'unità di calcolo vera e propria, gli altri due integrati contenevano le cache e la MMU (CAMMU). Il primo integrato gestiva i dati mentre il secondo gestiva le istruzioni. Ogni integrato CAMMU conteneva una cache, il translation lookaside buffer e il gestore per la memoria virtuale e protetta. Il C400 invece utilizza quattro integrati. Il processore era diviso in CPU, FPU e due integrati per cache e MMU. All'inizio la CPU e la FPU su integrati separati mentre le cache e la MME erano realizzate con logica discreta, ma in seguito vennero realizzati degli integrati CAMMU.

## Sistemi Clipper di Intergraph
Intergraph sviluppo diversi sistemi basati sui processori Clipper. Questi sistemi erano principalmente server e workstation. Questi sistemi includevano le linee InterAct, InterServe e InterPro, linee indirizzate principalmente verso il mercato CAD.
Fairchild promosse lo sviluppo del sistema operativo CLIX, una versione del UNIX System V specifica per Clipper. Intergraph adottò CLIX per i suoi sistemi basati su clipper e ne continuò lo sviluppo, era l'unico sistema operativo disponibile per i sistemi Intergraph. Intergraph inoltre lavorò allo sviluppo di una versione di Windows NT per Clipper e sebbene fu fatta una pubblica dimostrazione il progetto fu cancellato e il sistema operativo mai messo in commercio. Intergraph decise di dismettere le linee basate sul Clipper e di vendere sistemi x86 basati su Windows NT.